# Katia Braunschweiler
Katia Braunschweiler, née à Genève en 1983, est une pianiste classique suisse et française.

## Biographie
Katia Braunschweiler naît à Genève en 1983, d’un père suisse et d’une mère française. Elle commence à étudier le piano à l’âge de six ans, et entre à neuf ans au Conservatoire de musique de Genève. Parallèlement ,elle étudie le violon de 12 à 18 ans.
À quinze ans, Katia intègre la section pré-professionnelle de piano de Genève et obtient son diplôme en 2003 avec le prix de la meilleure composition. Elle se rend ensuite aux Pays-Bas afin d'étudier avec Alan Weiss. En 2007, elle retourne en Suisse à Zurich où elle se perfectionne avec Eckhart Heiligers.
Katia Braunschweiler, inspirée, communiquant son interprétation rythmique, sa poésie sonore, sa fougue et son touché délicat, interprète dignement les compositeurs tels que Schubert, Mozart, Scarlatti et Chopin. Katia Braunschweiler se produit notamment à la  Tonhalle de Zurich, au Bösendorfer Hall de la Maison Mozart à Vienne et au Muziekcentrum Vredenburg (en) d’Utrecht.
Elle est invitée sur le Queen Mary 2 en janvier 2013 pour donner des concerts pendant 4 semaines à Dubai, en Malaisie et à Singapour. Elle collabore en trio depuis 2011 (trio pour piano, violon et violoncelle) puis accompagne volontiers les chanteurs. Sa passion est la musique de chambre. 
Elle est professeure de piano à la Jugendmusikschule de Winterthur (2011-2017), au Conservatoire de Zurich (2008-2014), au Conservatoire de Genève (2012-2013) et au Conservatoire de Delémont (depuis 2020).
Les Cds "Pour les petits et les grands" Vol.1 et Vol.2 sont dédiés à sa fille.

## Prix et distinctions
- 2009 : second prix Beethoven de la Fondation Duttweiler-Hug Study (Zurich)[3].
- 2010 : premier prix Schumann du concours Landolt (Zurich)[3].
  - bourse d'études de la Fondation Dienemann (Lucerne)[3].
- 2011 : prix du concours Live Music Now de la Fondation Yehudi Menuhin (Zurich)[3].

## Discographie
- 2013 : Invitation au voyage consacré à Chopin, Ravel, Debussy, D. Scarlatti et Schubert (label Doron music).https://open.spotify.com/track/7BhDwN3bAoJ5T0cEzSYVwd?si=f095d618dbb84bfd
- 2016 : Ten Hundred Devils consacré à D.Scarlatti (label Genuin).https://open.spotify.com/track/3OEjzuE3RNBn1ztilSByQe?si=bcec38ab1b8443d1
- 2019 : Pour les petits et les grands consacré à des « Berceuses » (Vol.1).
- 2022 : "Pour les petits et les grands" consacré à des pièces liées à la "Nature" (Vol.2).